# Archisepsis bolivica
Archisepsis bolivica är en tvåvingeart som beskrevs av Ozerov 2004. Archisepsis bolivica ingår i släktet Archisepsis och familjen svängflugor.
Artens utbredningsområde är Bolivia. Inga underarter finns listade i Catalogue of Life.